# Kallichore (Bassaride)
Kallichore (altgriechisch Καλλιχόρη) ist eine Bassaride der griechischen Mythologie.
Die Bassariden waren thrakische Mänaden, die als Ammen des kindlichen Dionysos dienten. In dem von dem byzantinischen Dichter Nonnos von Panopolis im 5. Jahrhundert geschaffenen Epos Dionysiaka begleitete sie Dionysos auf dem Zug nach Indien.